# دولت أباد (نصروان)
دولت أباد (بالفارسية: دولت‌آباد) هي قرية تقع في إيران في البلدة المركزية. يقدر عدد سكانها بـ 1,069 نسمة .